# Maria Lúcia Lepecki
Maria Lúcia Lepecki (ur. 1940 w Araxá, zm. 24 lipca 2011 w Lizbonie) – portugalska eseistka, krytyk literacki i profesor literaturoznawstwa portugalskiego.
Urodziła się w Brazylii, studiowała filologię romańską na Uniwersytecie Minas Gerais. W 1967 obroniła pracę doktorską dotyczącą twórczości Camilo Castelo Branco, w 1970 przeniosła się do Lizbony. Została  profesorem na Wydziale Sztuk Pięknych Uniwersytetu w Lizbonie, gdzie nauczała historii literatury portugalskiej z okresu XIX wieku i lat 20. XX wieku. Prowadziła wykłady goszcząc na wielu europejskich uniwersytetach m.in. Sorbonie, Uniwersytecie w Salamance, Uniwersytecie Oxfordzkim, Uniwersytecie w Budapeszcie i Uniwersytecie Warszawskim. Odwiedzała również uczelnie w Brazylii, m.in. w Minas Gerais i Rio de Janeiro. W portugalskiej prasie związanej z literaturą publikowała swoje recenzje, felietony i artykuły, była członkiem Rady Redakcyjnej miesięcznika "Super Interessante". W 2000 została odznaczona Orderem Zakonu Świętego z mieczami.
Od 1975 do 1977 była członkiem zarządu Portugalskiego Stowarzyszenia Pisarzy, w 1984 została wiceprezesem Międzynarodowego Stowarzyszenia Lusitanistas z siedzibą w Paryżu i pełniła tę funkcję przez dwa lata. Od 1986 do 1988 zajmowała stanowisko prezesa Portugalskiego Stowarzyszenia Nauczycieli. Przez wiele lat była członkiem Międzynarodowego Stowarzyszenia Krytyków Literackich.